# Víctor Marro
Víctor Marro Francés (Balmaseda, 21 ottobre 1946) è un ex calciatore spagnolo.

## Carriera
Cresciuto nel Balmaseda, nella stagione 1965-1966 viene acquistato dall'Athletic Bilbao, che lo fa esordire con la squadra riserve. Dalla stagione 1971-1972 viene promosso in prima squadra, debuttando in Primera División spagnola il 3 ottobre 1971 nella partita Athletic-Celta Vigo 4-0. Milita quindi per quattro stagioni con i rojiblancos nelle quali è spesso relegato al ruolo di "vice" di Iribar.
Nel 1975 viene ceduto al Valencia, e dopo due stagioni passa all'Osasuna, con cui termina la carriera nel 1981.

## Palmarès

### Club

#### Competizioni nazionali
- Coppa di Spagna: 1

Athletic Bilbao: 1972-1973